# Green Grass
Green Grass lakota: wakpála phežŋ; "rierol [de l'] herba") és una concentració de població designada pel cens dels Estats Units a l'estat de Dakota del Sud. Segons el cens del 2000 tenia 58 habitants.

## Demografia
Segons el cens del 2000, Green Grass tenia 58 habitants, 15 habitatges, i 13 famílies. La densitat de població era de 2,7 habitants per km².
Dels 15 habitatges en un 46,7% hi vivien nens de menys de 18 anys, en un 40% hi vivien parelles casades, en un 33,3% dones solteres, i en un 13,3% no eren unitats familiars. En el 13,3% dels habitatges hi vivien persones soles el 6,7% de les quals corresponia a persones de 65 anys o més que vivien soles. El nombre mitjà de persones vivint en cada habitatge era de 3,87 i el nombre mitjà de persones que vivien en cada família era de 4,23.
Per edats la població es repartia de la següent manera: un 43,1% tenia menys de 18 anys, un 5,2% entre 18 i 24, un 25,9% entre 25 i 44, un 13,8% de 45 a 60 i un 12,1% 65 anys o més.
L'edat mediana era de 28 anys. Per cada 100 dones de 18 o més anys hi havia 106,3 homes.
La renda mediana per habitatge era de 14.688 $ i la renda mediana per família de 14.688 $. Els homes tenien una renda mediana de 0 $ mentre que les dones 0 $. La renda per capita de la població era de 3.135 $. Entorn del 57,1% de les famílies i el 77,4% de la població estaven per davall del llindar de pobresa.

## Poblacions més properes
El següent diagrama mostra les poblacions més properes.